# Bokoro
Bokoro este un oraș din Ciad. Are un aeroport.

## Populație
| Ani  | Populație |
| ---- | --------- |
| 1993 | 10 841    |
| 2008 | 15 517    |